# Ian Shaw
Ian Shaw (1961 - ) es un egiptólogo británico, catedrático de arqueología egipcia en la Universidad de Liverpool. 
Sus trabajos arqueológicos se centraron principalmente en Amarna, pero en los últimos tiempos, ha llevado a cabo extensas excavaciones en muchos lugares que abarcaban diferentes períodos del Antiguo Egipto. Sus recientes trabajos se ocupan, principalmente, sobre los métodos y labores de los artesanos y trabajadores de Antiguo Egipto.
Además de libros de la escritura original egipcia, también ha editado varios "diccionarios" del Antiguo Egipto, que podrían ser llamados más correctamente "enciclopedias". 